# Тойменка
Тойменка — река в Кировской области и Татарстане, левый приток Оштормы.
Длина реки — 18 км. Исток в полях на северо-западе Вятскополянского района Кировской области. В верховьях течёт на юго-запад к деревне Челны (Кукморский район Татарстана). От деревни устремляется на юго-восток вновь по территории Кировской области через деревни Верхняя-, Средняя- и Нижняя Тойма к городу Вятские Поляны. Устье в городе по левому берегу Оштормы в 200 м ниже моста по улице Тойменка.
Имеются пруды в бассейне основного (правого) притока у села Туембаш (Татарстан).
Через Тойменку сооружены мосты в селе Средняя Тойма и в черте города на железной дороге Москва — Екатеринбург и автодороге Вятские Поляны — Слудка.

## Данные водного реестра
По данным государственного водного реестра России относится к Камскому бассейновому округу, водохозяйственный участок реки — Вятка от водомерного поста посёлка городского типа Аркуль до города Вятские Поляны, речной подбассейн реки — Вятка. Речной бассейн реки — Кама.
Код водного объекта в государственном водном реестре — 10010300512111100040418.